# Antropomanzia
L'antropomanzia era una pratica di divinazione che consisteva nell'ispezione delle viscere di un essere umano.

## Storia
Un esempio di questa pratica ci viene da Erodoto, secondo il quale Menelao, trattenuto in Egitto da venti contrari, sacrificò due fanciulli di quel paese per esaminarne le viscere e conoscere il proprio destino.
Giorgio Cedreno, Teodoreto e Gregorio Nazianzeno narrano che gli imperatori Eliogabalo e Giuliano praticavano l'antropomanzia.
Ammiano racconta che le donne degli Sciti praticavano l'antropomanzia ed erano chiamate alrune o albe.
Questa pratica fu poi seguita dai Tatari e dagli antichi Lusitani.
Secondo Martin Antoine Del Rio, l'ispezione delle viscere era compiuta anche sui fanciulli che erano sacrificati in onore di Moloch nella valle di Tofet.